# Thaumatowithius aberrans
Thaumatowithius aberrans är en spindeldjursart som beskrevs av Volker Mahnert 1975. Thaumatowithius aberrans ingår i släktet Thaumatowithius och familjen Withiidae. Inga underarter finns listade i Catalogue of Life.